# Teleférico de Vila Nova de Gaia

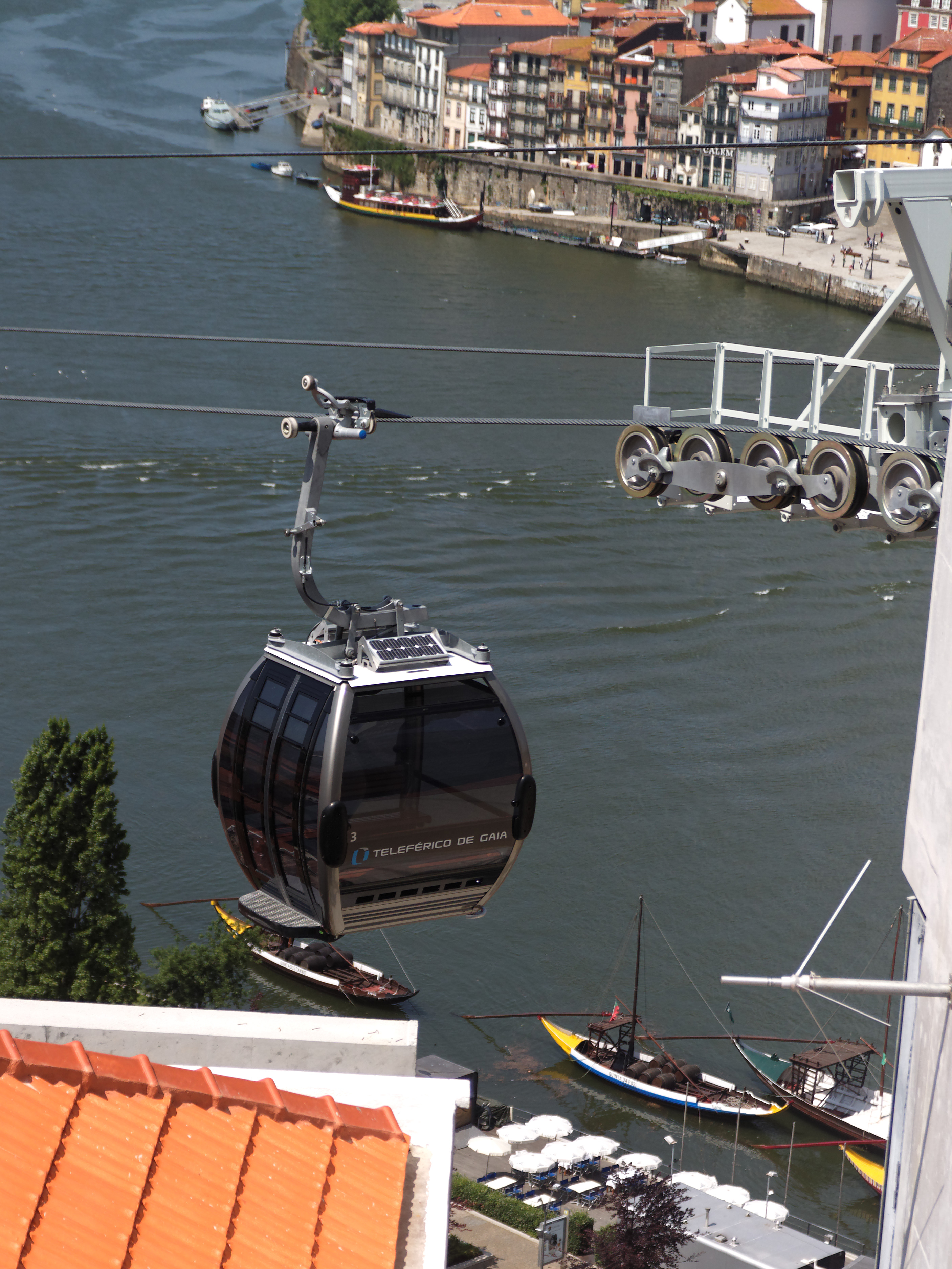
Cabine em circulação.

O Teleférico de Gaia é um meio de transporte por cabo situado em Vila Nova de Gaia, Portugal, destinado a fins turísticos, inaugurado em 1 de Abril de 2011. Liga a Praça da Super Bock, no Cais de Gaia, ao Jardim do Morro, na Avenida da República, junto à Estação Jardim do Morro do Metro do Porto, e é operado pela empresa Telef - Transportes por Cabo e Concessões, S.A..

## História
A obra do consórcio Etermar e Telef arrancou em março de 2009; foi orçada inicialmente em cerca de 10 milhões de euros, mas os custos finais foram superiores. Após vários prazos anunciados e estendidos, só em janeiro de 2011 as 12 cabines do teleférico começaram a circular para testes.
No Jardim do Morro estão a ser construídas duas infraestruturas de apoio ao teleférico: um parque de estacionamento com capacidade para 150 viaturas e um restaurante panorâmico.

## Características

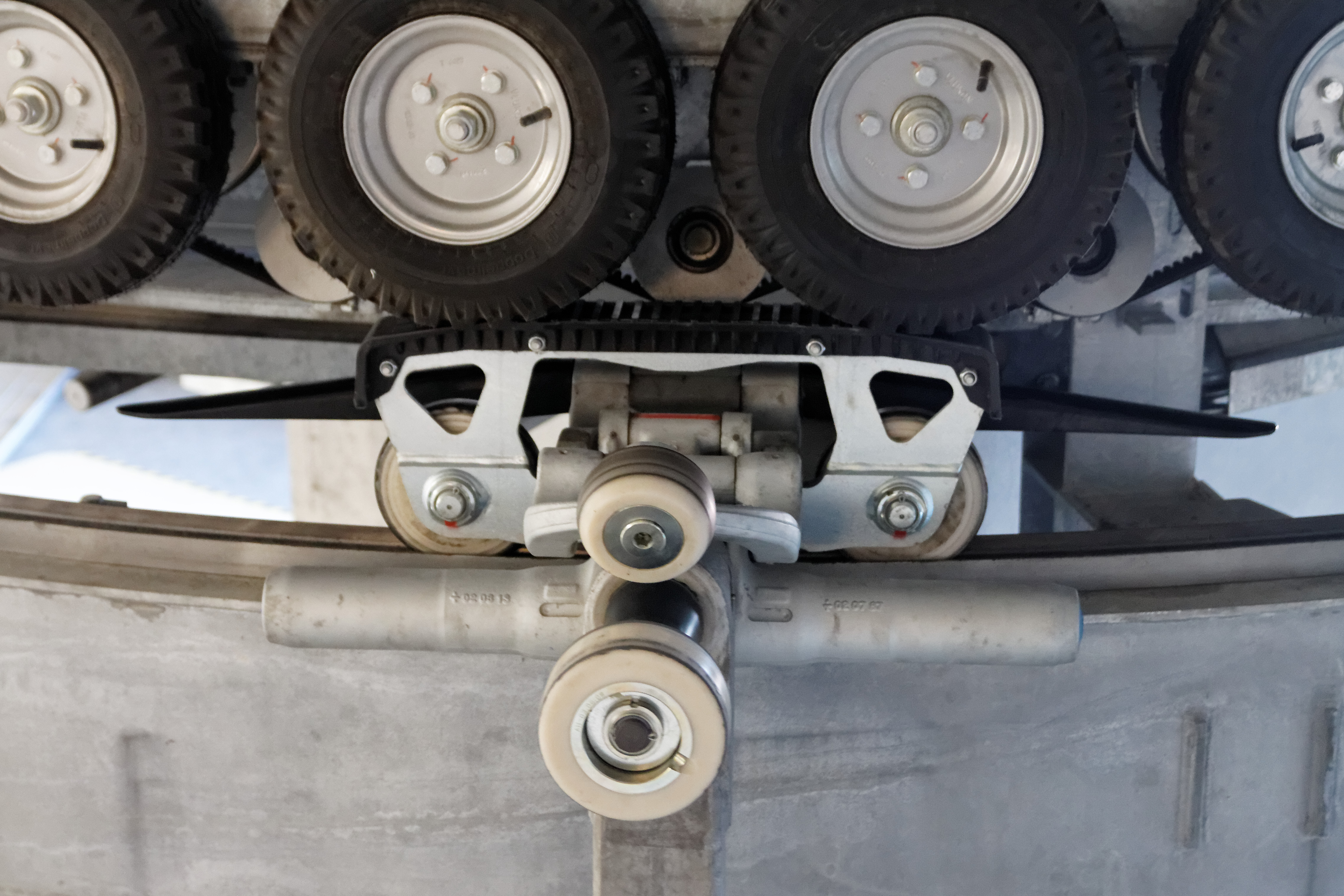
Aspeto do mecanismo de tração (estação inferior).

- Distância: 562 m
- Cota Minima: 0 m (Estação Baixa - Junto ao Mercado Municipal no Cais de Gaia)
- Cota média: 49,6 m
- Cota máxima: 57,2 m (Estação Alta - Junto ao Jardim do Morro na Avenida da República)
- Tempo de Viagem: 5 min.
- Velocidade média: 4 m/s
- Número de passageiros por cabine: 8
- Número de cabines: 14
- Tarifário: 9,00 € (ida e volta) e 6,00 € (um só sentido)
- Preço especial para escolas
- Horário: 25 Outubro a 23 Março: 10h00 às 18h00; 24 Março a 25 Abril: 10h00 às 19h00;  26 Abril a 24 Setembro: 10h00 às 20h00; 25 Setembro a 24 Outubro: 10h00 às 19h00. Encerra no dia 25 de Dezembro
- Contactos: Tel: +351 223 741 440 / Fax: +351 223 741 441 / E-mail: geral@telef.pt

## Transportes
- Metro:   Estação Jardim do Morro
- Autocarros: STCP - Jardim do Morro - Dia: 904 e 905 Noite: 11M
- Autocarros: STCP - Cais de Gaia - 901 e 906